# Castanopsis johorensis
Castanopsis johorensis är en bokväxtart som beskrevs av Engkik Soepadmo. Castanopsis johorensis ingår i släktet Castanopsis och familjen bokväxter. Inga underarter finns listade.